# Bàn thắng thế kỷ
Bàn thắng thế kỷ (tiếng Tây Ban Nha: El barrilete cósmico) hay là bàn thắng đẹp nhất mọi thời đại hay bàn thắng siêu kinh điển là thuật ngữ dùng để chỉ về bàn thắng của Diego Maradona ghi vào lưới của đội tuyển Anh tại Giải vô địch bóng đá thế giới 1986 tại México trong trận đấu giữa Argentina và Anh diễn ra vào ngày 22 tháng 6 năm 1986. Đó là bàn nâng tỉ số lên 2–0 cho đội tuyển Argentina bằng một pha độc diễn rê bóng từ phần sân nhà để vượt qua hàng loạt cầu thủ đối phương để ghi bàn. Thời khắc đó, Maradona có bóng từ phần sân nhà, "cậu bé vàng" dùng tốc độ và kỹ thuật điêu luyện để vượt qua tới 5 cầu thủ đội tuyển Anh trước khi lừa qua nốt thủ thành Peter Shilton ở pha đối mặt và ghi bàn vào lưới trống (tổng cộng đã vượt qua 6 cầu thủ của đối phương). Trong tình huống đó, Maradona đã tăng tốc tối đa, dốc bóng băng qua hàng phòng ngự của đối phương như thể ngựa phi và trái bóng gần như dính lấy chân của Maradona.. Đây là bàn thắng được coi là đẹp nhất trong sự nghiệp của Maradona, không chỉ vì tính nghệ thuật của nó mà còn bởi tầm quan trọng ở một trận tứ kết World Cup. Pha ghi bàn này bầu chọn đây là bàn thắng của thế kỷ hay bàn thắng đẹp nhất mọi thời đại. Màn độc diễn ngoạn mục này đã được FIFA mệnh danh là "Bàn thắng của Thế kỷ".

## Diễn biến
Bốn phút sau "Bàn tay của Chúa", Maradona đã khiến cả thế giới thán phục với "Bàn thắng thế kỷ", thường được cho là bàn thắng vĩ đại nhất mọi thời đại. Tiền vệ Héctor Enrique chuyền bóng cho Maradona trong phần sân nhà. Maradona thực hiện pha xoay người, lần lượt vượt qua bốn cầu thủ áo trắng: Peter Beardsley, Peter Reid, Terry Butcher (hai lần) và Terry Fenwick, trước khi loại bỏ nốt thủ thành Shilton và sút bóng, nâng tỉ số lên 2-0 cho Argentina. Về phần mình, Maradona kể lại: "Tôi đã dự định chuyền nó cho Valdano, nhưng khi tôi đến họ vây quanh tôi và tôi không còn chỗ trống. Vì vậy, tôi phải tiếp tục chơi và tự mình hoàn thành nó". Sau đó, ông khen ngợi lối chơi công bằng của đội Anh, nói rằng: "Tôi không nghĩ rằng tôi có thể làm điều đó chống lại bất kỳ đội nào khác bởi vì tất cả họ đã từng hạ gục bạn; họ có lẽ là những người cao quý nhất thế giới".
Năm 2002, pha ghi bàn của Maradona đã được bình chọn là Bàn thắng của thế kỷ như là một phần cho giải đấu FIFA World Cup 2002 trên trang web FIFA. Nó đánh bại một bàn thắng được ghi bởi Michael Owen của Anh trong trận đấu với Argentina ở FIFA World Cup 1998, đứng thứ hai, trong khi một bàn thắng khác của Maradona tại Wolrd Cup 1986, trong trận bán kết với Bỉ, đứng thứ tư.

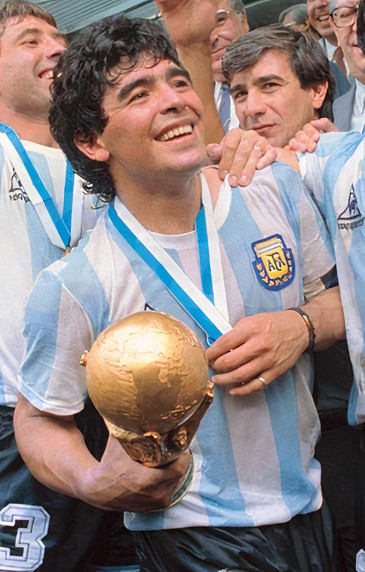
Maradona dành cúp vô địch thế giới

Ở các quốc gia nói tiếng Tây Ban Nha, bàn thắng này thường được đi kèm với bình luận trực tiếp của nhà báo người Uruguay Víctor Hugo Morales (nguyên văn tiếng Tây Ban Nha):
La va a tocar para Diego, ahí la tiene Maradona, lo marcan dos, pisa la pelota Maradona, arranca por la derecha el genio del fútbol mundial, deja el tendal y va a tocar para Burruchaga... ¡Siempre Maradona! ¡Genio! ¡Genio! ¡Genio! Ta-ta-ta-ta-ta-ta-ta-ta... Gooooool... Gooooool... ¡Quiero llorar! ¡Dios Santo, viva el fútbol! ¡Golaaazooo! ¡Diegoooool! ¡Maradona! Es para llorar, perdónenme... Maradona, en una corrida memorable, en la jugada de todos los tiempos... Barrilete cósmico... ¿De qué planeta viniste para dejar en el camino a tanto inglés, para que el país sea un puño apretado gritando por Argentina? Argentina 2 - Inglaterra 0. Diegol, Diegol, Diego Armando Maradona... Gracias Dios, por el fútbol, por Maradona, por estas lágrimas, por este Argentina 2 – Inglaterra 0— Víctor Hugo Morales
Dịch nghĩa:
Đường chuyền cho Maradona. Maradona đang giữ bóng. Hai cầu thủ Anh vây lấy anh. Maradona đi bóng sang cánh phải, anh đã vượt khỏi 2 cầu thủ Anh, liệu anh có chuyền cho Burruchaga? Không, vẫn là Maradona! Thiên tài! Kì diệu! Tuyệt vời! Qua đó, đó, đó, đấy, đấy, đấy! Vàoooooooo !Vàoooooooo Rồi!! Tôi muốn rơi lệ luôn quý vị ơi, ôi lạy Chúa, bóng đá muôn năm! Một bàn thắng tuyệt vời! Diego! Maradona! Thật khó cầm được nước mắt, xin lỗi quý vị! Maradona. Một pha đi bóng kinh thiên động địa, với một lối chơi thần sầu quỷ khốc! Người ngoài vũ trụ ơi, anh từ hành tinh nào tới đây vậy? Vượt qua hàng loạt cầu thủ Anh để ghi bàn, khiên đất nước Argentina này phải khóc gọi tên anh. Argentina 2, Anh 0! Pha ghi bàn của Diego, bàn thắng của Diego, Diego Armando Maradona! Tạ ơn Thiên Chúa, vì bóng đá, vì Maradona, vì những giọt nước mắt này, Argentina 2 – Anh 0

## Tái hiện

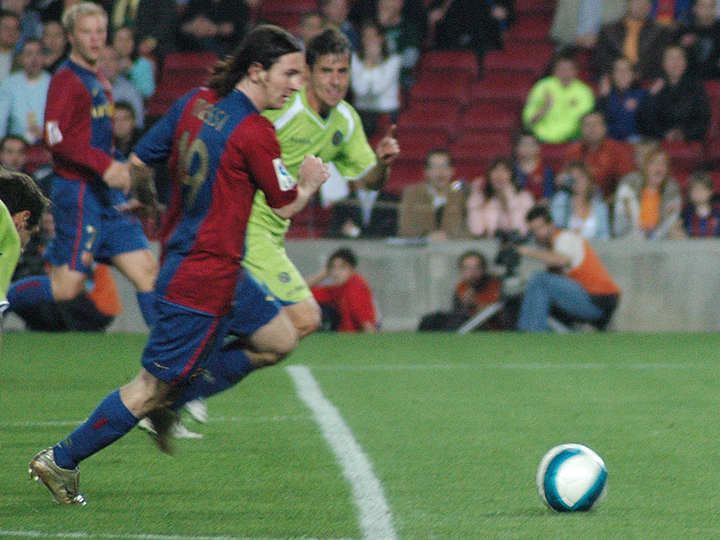
Messi tái hiện siêu phẩm của Maradona trong trận gặp Getafe vào năm 2007

Nhiều cầu thủ sau này từng tái hiện lại pha lập công của Diego Maradona như trong trận đấu trên sân Camp Nou thuộc khuôn khổ bán kết Copa del Rey 2006-07 giữa F.C. Barcelona và Getafe, Lionel Messi đã lừa qua 6 hậu vệ cùng thủ môn đối phương trước khi ghi bàn vào lưới. Hai bàn thắng trên có khá nhiều điểm giống nhau: số cầu thủ đối phương bị đánh bại (6), hướng, phong cách đi bóng, chiều cao (dưới 1,70 m) và quốc tịch của người lập công (Argentina), chân thuận của người lập công (chân trái). Nhưng có hai điểm khác biệt quan trọng: Maradona ghi bàn ở đẳng cấp World Cup, khi đã 26 tuổi, còn Messi đã lập công trên đấu trường Cúp nhà vua Tây Ban Nha, khi anh mới chỉ hơn 19 tuổi.
Một cầu thủ Argentina khác là Javier Saviola cũng đã tái hiện bàn thắng thế kỷ này. Khi chuyển sang thi đấu cho đội S.L. Benfica, Saviola vẫn giữ nguyên được bản năng săn bàn. Trong một trận đấu ở giải bóng đá vô địch quốc gia Bồ Đào Nha, Saviola đã tái hiện bàn thắng của Maradona bằng pha đi bóng từ giữa sân rồi ghi bàn.. Ngoài ra là màn độc diễn của Yokoyama Kumi (tuyển thủ U-17 nữ quốc gia Nhật Bản) ở trận bán kết giải U-17 nữ thế giới 2010, giữa Nhật Bản và Cộng hòa Dân chủ Nhân dân Triều Tiên.